# 岡崎市立大樹寺小学校
岡崎市立大樹寺小学校（おかざきしりつ だいじゅうじしょうがっこう）は、愛知県岡崎市鴨田町にある公立小学校。

## 概要
1873年（明治6年）12月に創立した。明治維新後に財政的基盤を失うなどして勢力を失った大樹寺の塔頭寺院であった回向寺や善揚院などを移転ないし廃止し、その跡地を利用している。
卒業生は主に2つの中学校に分かれて進学する。下記の学区のうち、河原町と百々町と堂前町を除く区域は、大門小学校とともに岡崎市立北中学校の学区を構成する。河原町と百々町と堂前町は、恵田小学校と岩津小学校とともに岡崎市立岩津中学校の学区を構成する。
| 調査日       | 児童数 | 通常学級 | 特別支援学級 | 出典  |
| ------------ | ------ | -------- | ------------ | ----- |
| 2013年4月8日 | 694人  | 21       | 2            | [ 3 ] |
| 2019年5月1日 | 633人  | 18       | 5            | [ 4 ] |
| 2020年5月1日 | 622人  | 19       | 6            | [ 5 ] |
| 2021年5月1日 | 596人  | 19       | 6            | [ 6 ] |
| 2022年5月1日 | 602人  | 20       | 6            | [ 7 ] |
| 2023年5月1日 | 587人  | 20       | 7            | [ 8 ] |
| 2024年5月1日 | 604人  | 20       | 6            | [ 9 ] |

## 学区
| 町名                                                                                         | 進学先     |
| -------------------------------------------------------------------------------------------- | ---------- |
| 鴨田本町、鴨田南町、井ノ口町、井ノ口新町、青木町、寿町、百々西町、鴨田町（字南魂場を除く。） | 北中学校   |
| 河原町、百々町、堂前町                                                                       | 岩津中学校 |

## 沿革
- 1873年（明治6年）12月 - 広元学校創立。
- 1928年（昭和3年）5月 - 額田郡岩津町立大樹寺尋常小学校と改称。
- 1947年（昭和22年）4月 - 学校教育法施行、大樹寺小学校と改称。
- 1955年（昭和30年）2月 - 岡崎市に合併、岡崎市立大樹寺小学校と改称。
- 1975年（昭和50年）
  - 4月 - すべり台事故発生
  - 在日韓国・朝鮮人のための民族学級である「光学級」が開設される[10][11][12][注 1]。
- 1976年（昭和51年）4月 - 大門小学校新設のため分離。
- 1977年（昭和52年）6月 - 徳川家康公の銅像建立。
- 2002年（平成14年） - 光学級が正規の授業として認定される[10][11]。

## ギャラリー
- 昭和初期の南門（大樹寺総門）付近
- 校舎と南門
- 体育館
- 運動場

## すべり台事故
1975年（昭和50年）4月4日、午前9時40分ごろ、すべり台（学校公称・仲よしタワー）にて事故発生。前日に入学した1年生が学校教諭が設計した新式すべり台に殺到し、十数人が団子状になる。当時は学区が広かったため、まだ珍しかった新入生が1時間目の放課時間にすべり台に殺到、6名いた担任も眼を離した時の惨事であった。1名死亡、2名重体、1名重傷、7名軽傷の惨事であった。
岡崎市教育委員会は当該事件を公記録に掲載しておらず、学校側の管理態勢などの実態は闇に包まれたままであり、『新編岡崎市史』等にも記述はない。但し訴訟等は発生していないことから、被害者との補償などは穏便に行われたと推察される。

## 著名な出身者
- 内田喜久（岡崎市長）[14]
- 柴田紘一（岡崎市長）[15]
- 天野健太郎（台湾文学翻訳家）
- 永谷亜矢子（実業家、東京ガールズコレクション初代プロデューサー）[16]